# Clarícia
Claricia é uma iluminadora alemã que viveu no século XIII.

## Iluminuras
Há um suposto autorretrato dela em um saltério latino publicado por volta de 1175-1250 e preservado no Museu de Arte Walters em Baltimore. Vemos seu corpo formando a cauda da inicial Q ornamentada no início do salmo Quid gloriaris in malícia qui potens es in iniquitate (Salmo 52:3), suas mãos apoiando o olho da letra e a menção de seu nome emoldurando seu rosto. Ela não tem a cabeça coberta como uma freira, seu penteado e suas roupas não parecem indicar uma condição monástica.